# Kochlija
Kochlija (hebrejsky כוחלה, arabsky كحله, v oficiálním přepisu do angličtiny Kochlea, přepisováno též Kuhlih) je vesnice v Izraeli, v Jižním distriktu, v Oblastní radě al-Kasum.

## Geografie
Leží v nadmořské výšce 531 metrů v severní části pouště Negev nadaleko jižního okraje svahů Judských hor respektive jejich části, která je nazývána Hebronské hory (Har Chevron) a které zde dominuje masiv Har Amasa. Severně od vesnice leží lesní komplex Jatir.
Obec se nachází 63 kilometrů od břehu Středozemního moře, cca 90 kilometrů jihovýchodně od centra Tel Avivu, cca 25 kilometrů severovýchodně od Beerševy a 14 kilometrů západně od města Arad. Kochliji obývají izraelští Arabové, respektive polokočovní arabští Beduíni, přičemž osídlení v tomto regionu je etnicky smíšené. Ve volné krajině dominují rozptýlená sídla Beduínů, městská centra v centrálním Negevu jsou většinou židovská.
Kochlija je na dopravní síť napojena pomocí místní komunikace, která jižně od vesnice ústí do dálnice číslo 31.

## Dějiny
Kochlija je vesnice, která byla vytvořena roku 2000 a postupně oficiálně uznána izraelskou vládou za samostatné sídlo. Správní území měří 300 dunamů (0,3 kilometrů čtverečních). Obývají jí členové beduínského kmene Abu Rubaja. Vznik osady byl součástí dohody o kompenzaci za zábor pozemků kmene zabraných leteckou základnou Nevatim. V červnu 2008 získala statut samostatné členské obce Oblastní rady Abu Basma. Výstavba inženýrských sítí a veřejných budov zatím nezačala. Od roku 2012 je součástí nově utvořené Oblastní rady al-Kasum.

## Demografie
Přesné údaje o počtu obyvatel dlouho nebyly k dispozici. Oficiální vládní statistické výkazy evidovaly až do roku 2012 Kochliji jako pouhé „místo“ (makom) nikoliv obec. V roce 2002 se zde neoficiálně uvádělo 500 obyvatel. Poprvé byla populace oficiálně evidována v roce 2012. K 31. prosinci 2014 zde žilo 134 obyvatel. Během roku 2014 populace stoupla o 42,6 %.
| Rok            | 2012 | 2013 | 2014 |
| -------------- | ---- | ---- | ---- |
| Počet obyvatel | 78   | 94   | 134  |